# Adolf von Auersperg

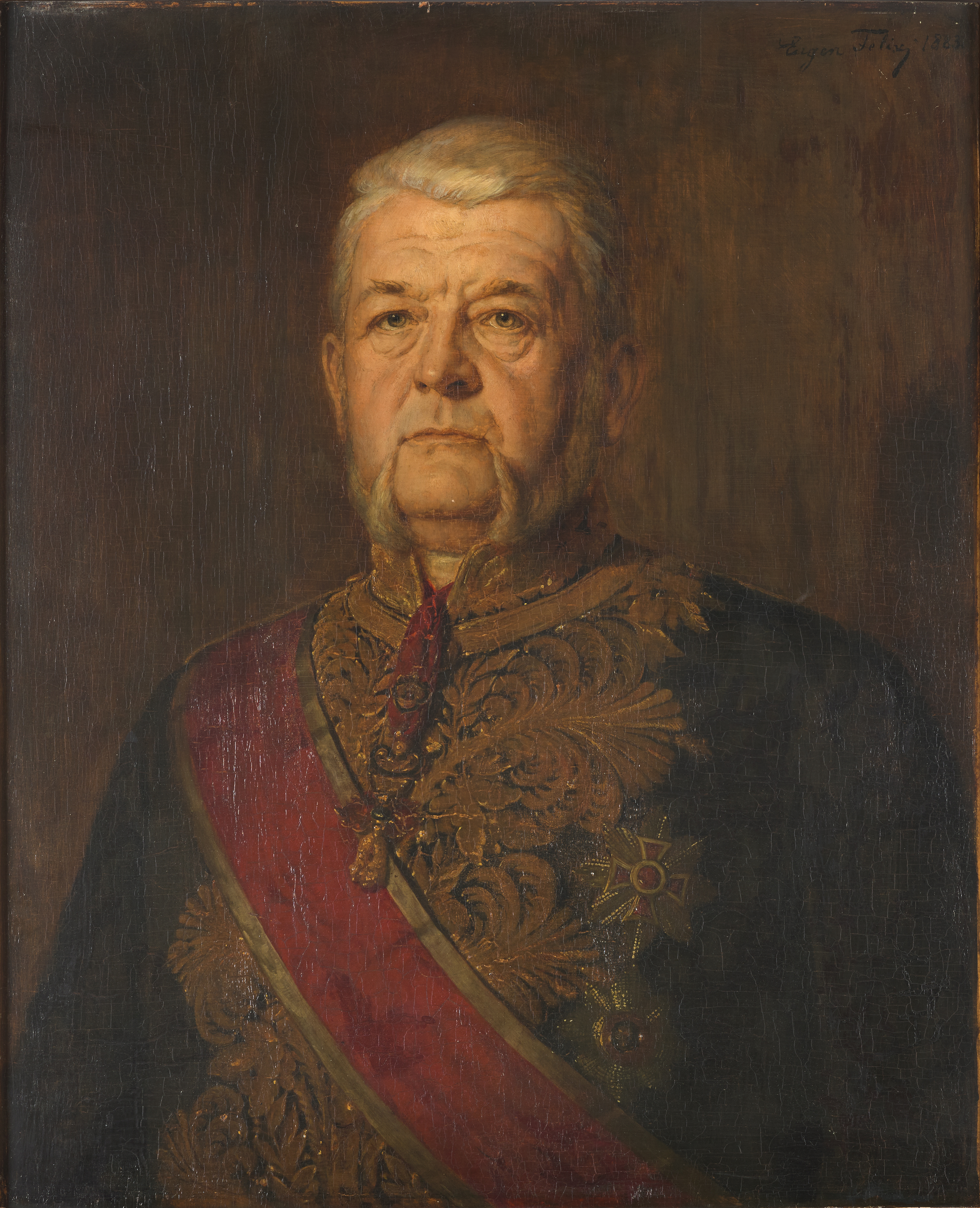
Vorst Adolf von Auersperg

Vorst Adolf Wilhelm Carl Daniel von Auersperg (Wlaschim, 21 juli 1821 - Neidling, 5 januari 1885) was een Oostenrijks-Boheems staatsman. Hij was de achtste  minister-president van Cisleithanië, het Oostenrijkse landsdeel van Oostenrijk-Hongarije.

## Biografie
Hij stamde uit het adelsgeslacht Auersperg en was de broer van Carlos von Auersperg. Na zijn rechtenstudies diende hij van 1841 tot 1860 als officier in de keizerlijke cavalerie en bereikte hij de rang van majoor. In 1867 ging hij in de politiek als lid van de Boheemse landdag, waar hij werd verkozen dankzij de steun van de liberale grondbezitters. Tien maanden later werd hij aangesteld tot Oberstlandmarschall ("opperste landmaarschalk") van Bohemen, een functie die hem zowel de voorzitter van de Boheemse landdag maakte, alsook het bestuurlijke hoofd van het koninkrijk Bohemen. Deze functie oefende hij uit tot 1870. In januari 1869 werd hij bovendien benoemd tot levenslang lid van het Herenhuis, het hogerhuis van de Oostenrijkse Rijksraad.
Auersperg was gouverneur van Salzburg van 1870 tot 1871 en toonde zich in deze functie, alsook in zijn later politieke leven, een trouwe aanhanger van de grondwet. In 1871 volgde hij graaf Hohenwart op als minister-president van Cisleithanië. Tijdens zijn premierschap verwezenlijkte hij een hervorming van het kiesstelsel (1873) en rechtstreekse verkiezingen voor het Huis van Afgevaardigden (het Oostenrijkse lagerhuis) en versterkte hij de politieke band met Hongarije. Controverse over de Oostenrijkse bezetting van Bosnië dwong hem echter tot ontslag in 1879.
Beust · K. von Auersperg · Taaffe · Plener · Hasner von Artha · Potocki · Hohenwart · Holzgethan · A. von Auersperg · Stremayr · Taaffe · Windisch-Graetz · Kielmansegg · Badeni · Gautsch von Frankenthurn · Thun ·  Clary-Aldringen · Wittek · Koerber · Gautsch von Frankenthurn · Hohenlohe-Schillingsfürst · Beck · Bienerth-Schmerling · Gautsch von Frankenthurn · Stürgkh · Koerber · Clam-Martinic · Seidler von Feuchtenegg · Hussarek von Heinlein · Lammasch